# Dřetovice
Dřetovice jsou obec v okrese Kladno ve Středočeském kraji, devět kilometrů severovýchodně od Kladna. Mají rozlohu 5,39 km² a žije zde 448 obyvatel.
Dřetovice leží v mělkém údolí v nadmořské výšce 250–290 metrů. Převážná část zástavby se rozkládá ve svahu na pravém břehu Dřetovického potoka. Katastr obce zaujímá též statek Brodce v sousedním údolí Týneckého potoka, dva kilometry severozápadně od Dřetovic. V obci působí fotbalový oddíl SK Sparta Dřetovice a sbor dobrovolných hasičů SDH Dřetovice.

## Historie

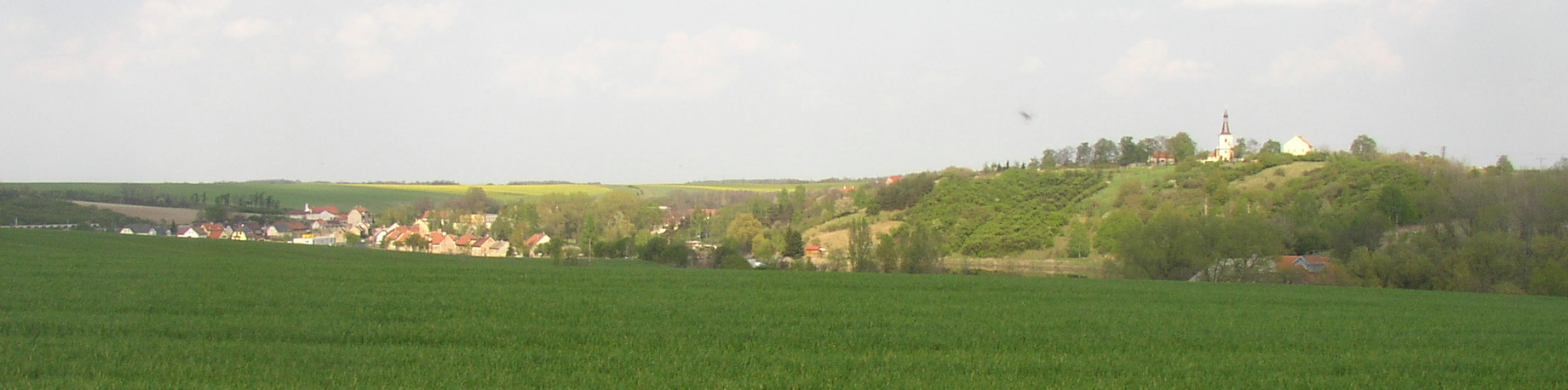
Pohled od západu

První písemná zmínka o Dřetovicích pochází z roku 1233, kdy je král Václav I. věnoval klášteru v Kladrubech. Název Dřetovice pochází od osobního jména Držata. Od 16. století až do roku 1924 se jméno vsi běžně užívalo v podobě Vřetovice. Na návrší jihozápadně od Dřetovic stávala ve středověku též ves Královice s tvrzí, zaniklá v polovině 15. století při tažení Jiřího Poděbradského proti Buštěhradu. Jejím jediným pozůstatkem a zdaleka viditelnou dominantou obce je kostel svatého Václava na horním okraji Dřetovic, původně románská stavba, později goticky přebudovaná a v nynější podobě z 18. století. Při hlavní silnici stojí pozdně barokní kaplička Panny Marie.

### Územněsprávní začlenění
Dějiny územněsprávního začleňování zahrnují období od roku 1850 do současnosti. V chronologickém přehledu je uvedena územně administrativní příslušnost obce v roce, kdy ke změně došlo:
- 1850 země česká, kraj Praha, politický okres Smíchov, soudní okres Unhošť[4]
- 1855 země česká, kraj Praha, soudní okres Unhošť[4]
- 1868 země česká, politický okres Smíchov, soudní okres Unhošť[4]
- 1893 země česká, politický okres Kladno, soudní okres Unhošť[5]
- 1939 země česká, Oberlandrat Kladno, politický okres Kladno, soudní okres Unhošť[6]
- 1942 země česká, Oberlandrat Praha, politický okres Kladno, soudní okres Unhošť[7]
- 1945 země česká, správní okres Kladno, soudní okres Unhošť[8]
- 1949 Pražský kraj, okres Kladno[9]
- 1960 Středočeský kraj, okres Kladno[10]

### Rok 1932
V obci Dřetovice (940 obyvatel, četnická stanice, katol. kostel) byly v roce 1932 evidovány tyto živnosti a obchody: 3 hostince, kolář, konsum Včela, 2 kováři, 2 krejčí, 2 mlýny, obuvník, pekař, pokrývač, porodní asistentka, 2 rolníci, 2 řezníci, 4 obchody se smíšeným zbožím, obchod se střižním zbožím, švadlena, trafika, 2 truhláři, státní velkostatek, 2 zámečníci.

## Doprava
Obcí vede silnice II/101 v úseku KLadno – Kralupy nad Vltavou. Po hranici území obce vede dálnice D7, nejblíže je exit 9 (Buštěhrad) ve vzdálenosti tří kilometrů. Obec Dřetovice leží na železniční Kralupy nad Vltavou – Kladno. Jedná se o jednokolejnou celostátní trať, doprava byla na trati zahájena roku 1856. Přepravní zatížení tratě 093 mezi Kralupy nad Vltavou a zastávkou Kladno-Vrapice v roce 2011 činilo obousměrně 15 osobních vlaků. Na území obce leží mezilehlá zastávka Dřetovice.
V obci zastavovaly v srpnu 2011 autobusové linky Kladno – Stehelčeves – Středokluky (2 spoje tam, 1 spoj zpět) a linka č.4 MAD Kladno-Dřetovice (7 spojů tam, 9 spojů zpět, dopravce ČSAD MHD Kladno).

## Pamětihodnosti
- Kostel svatého Václava
- Kaple Panny Marie

## Galerie

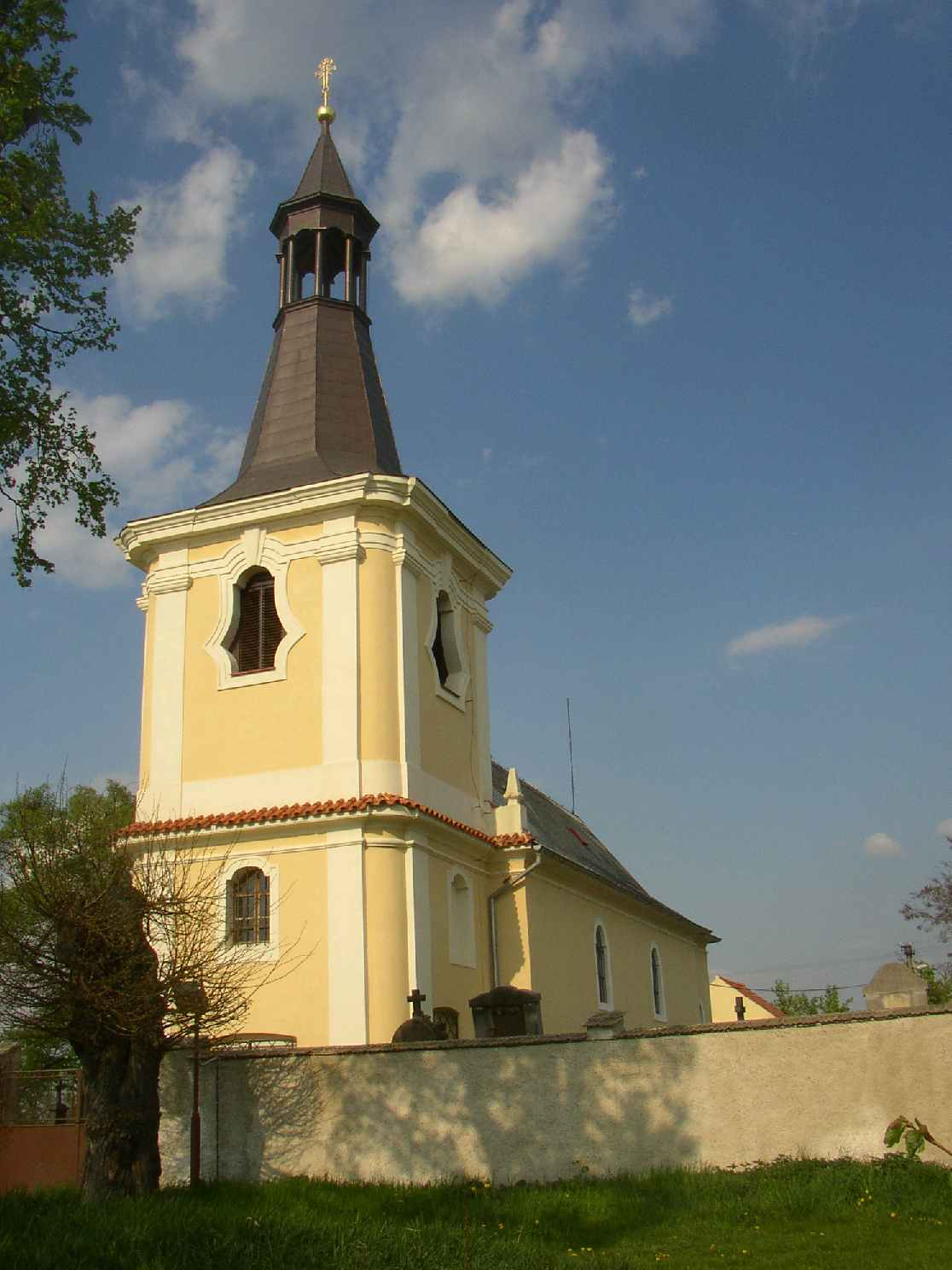
Kostel sv. Václava
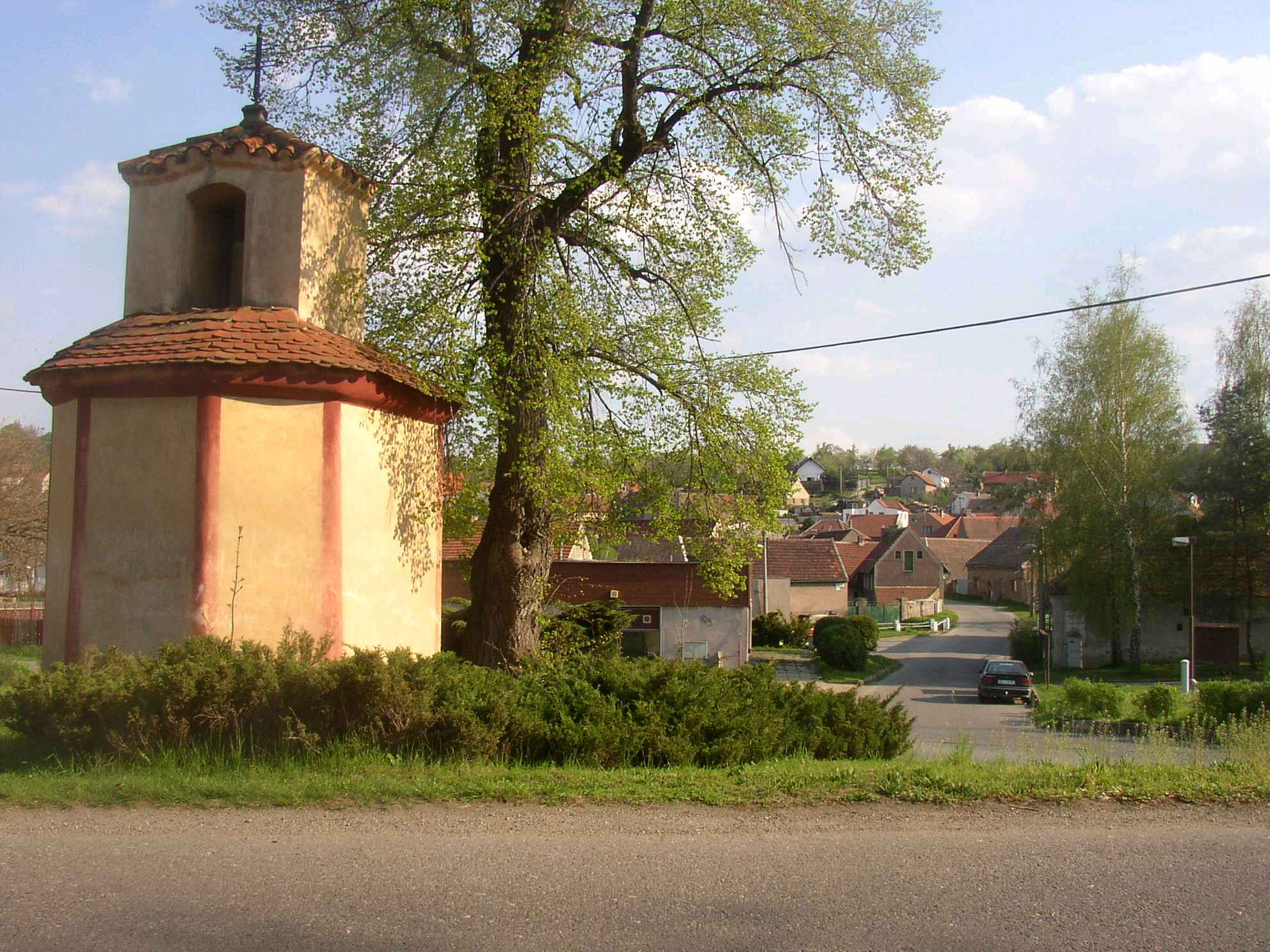
Kaplička u hlavní silnice